# Marga Böhmer
Marga Böhmer, geb. Graeber, (* 3. November 1887 in Stolberg (Harz); † 25. März 1969 in Güstrow; vollständiger Name: Margarethe Charlotte Henriette Böhmer) war eine deutsche Bildhauerin und die Lebensgefährtin von Ernst Barlach. 

## Leben
Marga Böhmer wurde als eine Tochter des Architekten und Bauforschers Friedrich Graeber und dessen Ehefrau Sophie, geb. Huyssen, geboren. Ihr künstlerisches Talent wurde schon im Kindes- und Jugendalter erkannt. Eine musikalische Ausbildung konnte sie aufgrund einer Handverletzung nicht fortsetzen. So wechselte sie 1908 an die Handwerker- und Kunstgewerbeschule Bielefeld, wo sie in der Klasse von Hans Perathoner Bildhauerei studierte. Dort lernte sie auch Bernhard A. Böhmer kennen, den sie 1917 in Krefeld heiratete; beide zogen 1922 nach Schwaan in Mecklenburg. In Güstrow wurden sie letztlich sesshaft und bauten ein Haus am Heidberg. 
1924 begegnete Marga Böhmer erstmals Ernst Barlach. 1927 wurde die Ehe mit Böhmer geschieden. Sie lebte mit Barlach bis zu dessen Tod 1938 im Haus der Böhmers, während Böhmer mit seiner zweiten Frau in das neuerbaute Haus Barlachs zog.    
Ihr Grab befindet sich an der Seite Barlachs auf dem Ratzeburger Friedhof in der Seedorfer Straße.

## Leistungen

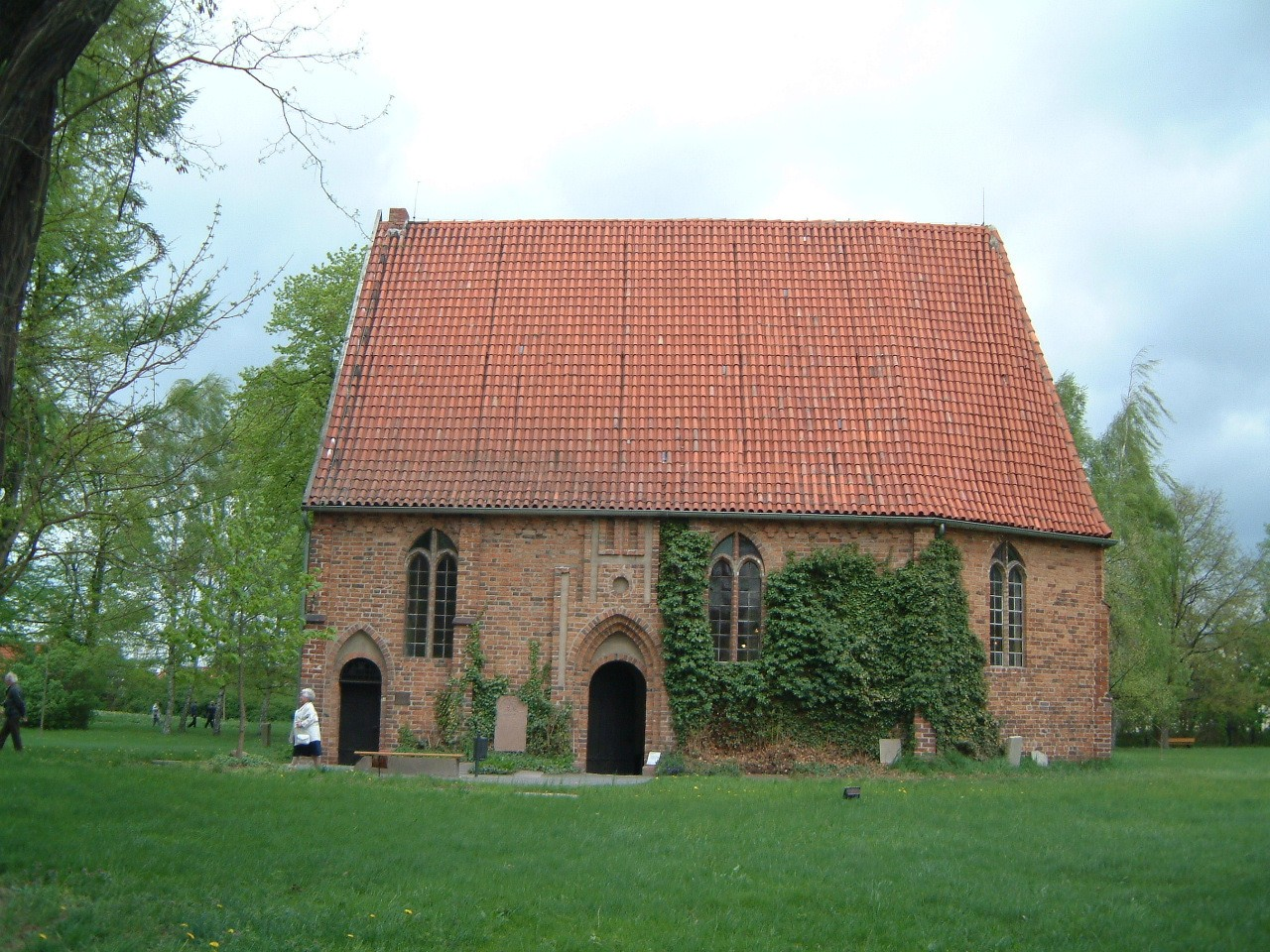
Gertrudenkapelle, letzter Wohnort Marga Böhmers

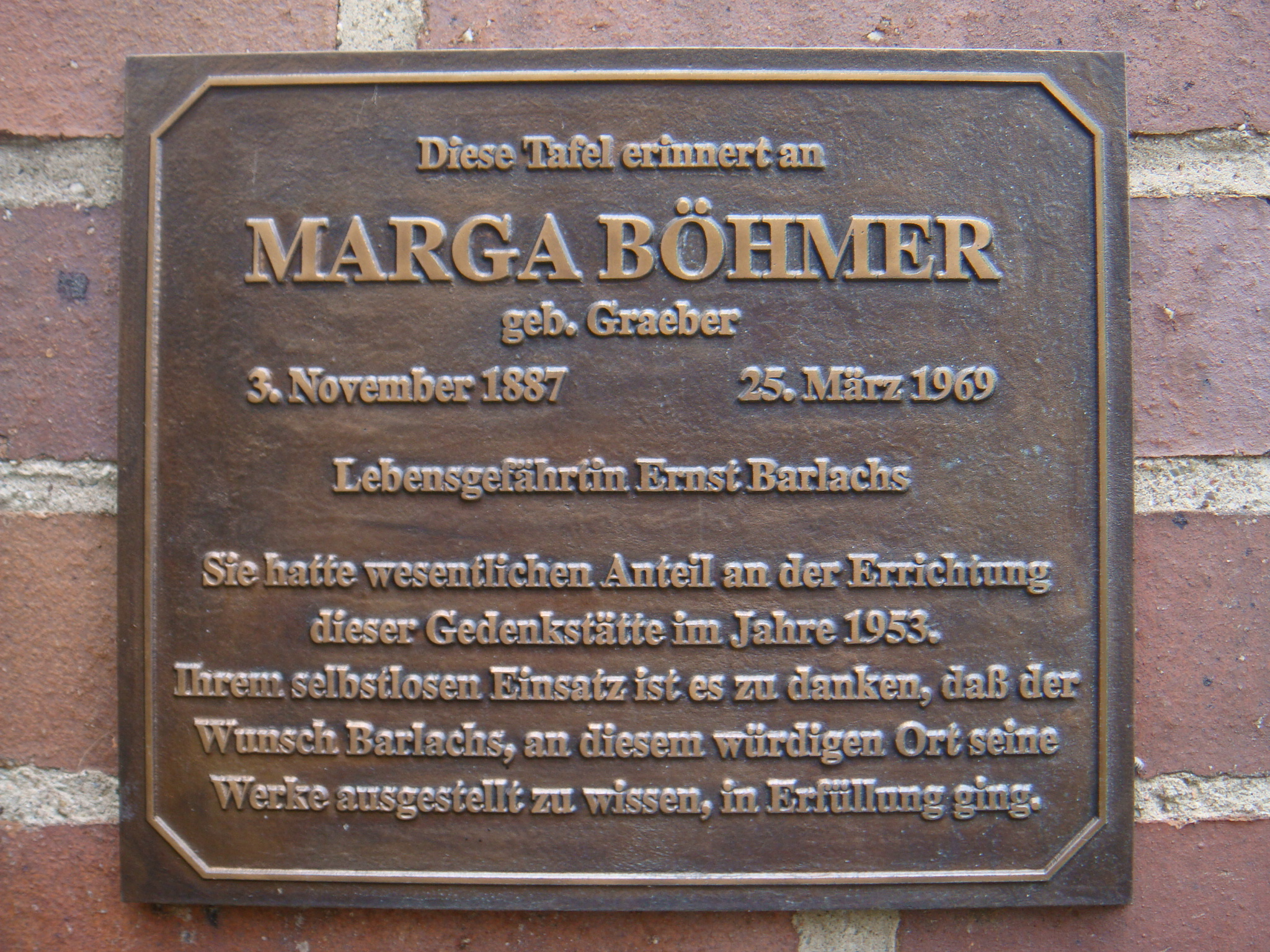
Gedenktafel für Marga Böhmer

Marga Böhmers künstlerische Eigenleistung als Bildhauerin rückte in den Hintergrund, als sie sich in den Dienst Barlachs stellte. Für diesen gestaltete sie u. a. Vorarbeiten. Sie hatte erheblichen Anteil am Magdeburger Ehrenmal. Barlach schrieb dazu an seinen Bruder Hans: „Das zweite Stück ist schon in Arbeit, Frau Böhmer hat sich dabei gemacht wie schon beim ersten und bringt ihre ganze Zähigkeit zur Anwendung, so daß ich sie vor Überarbeitung nur abhalten kann, indem ich meine Finger unter ihren Meisel lege.“
Von Dezember 1937 bis März 1938 begleitete sie Barlach auf dessen letzter Reise in Wernigerode, Harzburg und Goslar, auf der er seine letzte, unvollendete, Arbeit für einen Taufstein  in der Johanniskirche in Hamm machte.
Sie kümmerte sich um Barlachs Wohlbefinden und „künstlerische Ungestörtheit“ und pflegte ihn, als er erkrankt war, bis zu seinem Ableben. Ihre Unterstützung war auch wesentlich, Barlachs Willen zu künstlerischem Schaffen trotz der Verfemung seiner Werke als „Entartete Kunst“ während der Zeit des Nationalsozialismus zu erhalten. 
Barlachs Vetter Karl Barlach schrieb: „Daß sie ihm nach außen hin die Geborgenheit, so gut es in ihren Kräften stand, behütete, daß sie seiner zunehmenden körperlichen Schwäche die treue Pflegerin war, ja, wo seine Kräfte nicht reichen wollten, ihm am Werke half … Daß sie das alles tat unter taktvoller Zurückhaltung ihrer Person und Verzicht auf die äußere Stellung als Gattin, erhöht den Wert ihrer Opfer.“
Nach Barlachs Ableben nahm Marga Böhmer seine Totenmaske ab.
Sie engagierte sich dann für die Bewahrung und Ausstellung der Kunst Barlachs und begann selbst wieder stärker künstlerisch aktiv werden. Zum Kriegsende trat sie mit Friedrich Schult, dem Güstrower Freund Barlachs, engagiert für die Bewahrung des Nachlasses Barlachs ein. Sie setzte durch, dass 1951 für dessen Kunstwerke im sakralen Raum der Gertrudenkapelle eine Ausstellungs- und Gedenkstätte geschaffen wurde, obwohl diese nicht den Vorstellungen des „Sozialistischen Realismus“ entsprachen. Bis in ihr Todesjahr lebte Marga Böhmer im Dachgeschoss der Kapelle, betreute die Sammlung und vermittelte den Besuchern die Kunst Barlachs. 

## Fotografische Darstellung Marga Böhmers (Auswahl)
- Berthold Kegebein: Marga Böhmer lesend (1925/1930)[7]
- Berthold Kegebein: Marga Böhmer vor einem Tisch mit Barlachs Plastik Russische Bettlerin mit Schale (um 1940)[8]

## Werke (Auswahl)

### Plastiken
- Zwei Kinderköpfe (um 1935, Stuck)[9]
- Mutter mit Kind (Gips)[10]

### Zeichnungen
- Der Bildhauer Ernst Barlach auf dem Krankenbett (1938, Kohlezeichnung)[11]

## Postume Ausstellung
- 1995: Güstrow, Atelierhaus am Heidelberg (Nachlass Marga Böhmer)